# Stimmen von Dachau
Die Zeitschrift Stimmen von Dachau war das Mitteilungsblatt bzw. der Rundbrief der ehemaligen Lagergemeinschaft der katholischen Priester im KZ Dachau. Dementsprechend führte es ab 1965 den Untertitel Nachrichtenblatt der Gemeinschaft Ehemaliger KZ-Priester. Es erschien in drei unterschiedlichen Redaktionsperioden von 1947 bis 1977 und erreichte einen Umfang von über 1137 Seiten. Die Zeitschrift diente als Verbindungsblatt zu den ehemaligen Mithäftlingen, widmete sich mit vielen Zeitzeugenberichten intensiv der Erinnerung an die Lagerzeit und nahm auch zu aktuellen Themen aufgrund der Lagererfahrungen Stellung.

## 1. Redaktion durch P. Hans Carls, 1947–1948
Begründet wurde die Zeitschrift von Caritasdirektor P. Hans Carls (1886–1952) in Wuppertal und erschien unter seiner Leitung in monatlichen Heften von Januar 1947 bis Dezember 1948. Den Zeitumständen angepasst, waren es schmale Hefte im Format DIN A5 mit meist nur 4 Seiten, die aber jahrgangsweise durchgezählt doch eine Kleinschrift von jeweils ca. 50 Seiten ergaben. Inhaltlich brachten sie zuerst vor allem Adressenverzeichnisse und Suchmeldungen zur Kontaktaufnahme. Hinzu kamen kurze Artikel des Herausgebers, die sich anfangs vornehmlich mit der rechtlichen Situation der ehemaligen Häftlinge, also der Wiedergutmachung, beschäftigten. Bald aber traten Erinnerungsberichte an die KZ-Zeit und Berichte über die aktuelle Verbandsaktivität in den Vordergrund. Größeren Raum nahm auch das Verhältnis zum VVN (Verband der Verfolgten des Naziregimes) ein. Carls engagierte sich aktiv und warb für einen Beitritt (Die VVN und wir Geistliche): „Wir Priester dürfen in dieser so großen Not unseres Volks nicht abseits stehen, wir müssen Interesse haben für einen gerechten sozialen Ausgleich.“ Nachdem aber die SPD im Sommer 1948 ihre Mitglieder aus dem Verband zurückgezogen hatte, beendete auch Carls seine Mitgliedschaft. Anfangs wollte sich Carls mit seiner Zeitschrift auch aktiv am Wiederaufbau beteiligen, musste aber bald erkennen, dass von der Mehrheitsgesellschaft ein Engagement der ehemaligen KZ-Häftlinge kaum gewünscht wurde. Vielmehr wurde ihre bloße Anwesenheit als impliziter Vorwurf empfunden: „Wir wurden vielen zur offenen Anklage. Und wenn wir von unseren Leiden sprachen, glaubte man uns nicht. Ja, oft hörten wir den Satz: ‚Es wäre besser gewesen, sie wären alle in den Lagern umgekommen.‘“ So spiegelt die Zeitschrift den Rückzug der Dachau-Priester auf die eigene Gruppe und einen zunehmenden politisch-sozialen Pessimismus: „Wie anders hatten wir die Zukunft unseres Volkes gedacht, als wir damals im Lager zusammensaßen und uns darüber unsere Gedanken machten.“

## 2. Redaktion durch P. Josef Neunzig, 1955–1965
Erst im Dezember 1955 wurde die Zeitschrift unter der Redaktion von P. Josef Neunzig (1904–1965) in Bad Bertrich neu begründet. Es war der Versuch, aus dem Mitteilungsblatt eine richtige Zeitschrift zu machen, die auch in Kirche und Zivilgesellschaft hineinwirken sollte. Das Blatt hatte nun ein neues Layout mit einem bebilderten Titelblatt, einem Leitartikel und Stellungnahmen zu allgemeinen kirchlichen Themen. Daneben lief die Memoria-Arbeit weiter und verwissenschaftlichte sich im Dialog mit der beginnenden Forschung. Hinzu kam eine breite Diskussion über die Einrichtung einer Gedenkstätte auf dem Gelände des ehemaligen KZ in Dachau. Trotz dieser pressegerechteren Aufmachung sind die „Stimmen“ aber keine illustrierte Zeitschrift geworden, die an den Zeitungskiosken gehandelt worden wäre. Als ein Nachrichtenblatt der vorwiegend deutschen ehemaligen Dachau-Priester blieben die „Stimmen“ beschränkt auf den Kreis der Abonnenten und ausgewählter Persönlichkeiten wie der deutschen Bischöfe, denen man die jeweiligen Nummern zuschickte. Die Redaktionsarbeit von P. Neunzig endete abrupt durch einen Autounfall, so dass die Nachfolge durch P. Heinz Römer (1913–1998) in Neustadt an der Weinstraße noch mitten in der Redaktionsarbeit für die laufende Nummer geregelt werden musste.

## 3. Redaktion durch P. Heinz Römer 1965–1977
Der Wechsel in der Redaktion bedeutete auch einen Verzicht auf allgemeine Publizistik und eine Beschränkung auf die eigene Gemeinschaft und die Pflege der Erinnerung, so dass sich die Zeitschrift nun einfach als „Rundbrief“ firmierte. Gleichzeitig wurde aber die Memoria-Arbeit ausgedehnt und in der Zeitschrift mit größerer Systematik präsentiert, so dass sich ein großer, weitgehend ungehobener Schatz an Zeitzeugenberichten ergibt. Dabei war ein ständiges Thema die  Auseinandersetzung mit der innerkirchlichen Kritik an den Dachau-Priestern, dass sie keine Märtyrer und Bekenner, sondern nur Opfer ihrer eigenen Unklugheit und somit „Märtyrer ihrer Dummheit“ geworden seien, woraus eine mangelnde Beachtung durch die Kirchenoberen resultiere. Das letzte Heft erschien im Frühjahr 1977, ohne dass das Ende darin thematisiert worden wäre. Allerdings hatte es vorher schon Zeichen von zunehmender Arbeitsbelastung des Redaktors gegeben. Zudem beschränkten sich die letzten Hefte immer mehr auf die Vor- und Nachbereitung der jährlichen Treffen der Gemeinschaft, die über das Ende der Zeitschrift bis mindestens 1995 fortgesetzt wurden. Die eigentliche Dokumentation zu Dachau trat dagegen zurück und war wohl in großen Stücken auch getan.
Von den „Stimmen“ bleibt so ein Textkorpus von insgesamt mehr als 1137 Seiten, das auf eine intensive Auswertung wartet. Vollständige Serien aller Nummern finden sich u. a. in den Bibliotheken des Priesterseminars in Trier (V.1904u) und der Vinzenz-Pallotti-Universität in Vallendar (4° Z – Sti) sowie im Bistumsarchiv Münster (Sammlung Karl Leisner, A 723 und A 753).